# Overcrowd: A Commute 'Em Up
Overcrowd: A Commute 'Em Up es un videojuego de construcción y gestión de 2020 desarrollado y publicado por SquarePlay Games. El jugador gestiona una estación de metro, incluso a través de la construcción, la contratación y la programación, donde es necesario mantener satisfechos a los viajeros. SquarePlay Games, un estudio independiente de dos personas, se inspiró en el metro de Londres. Después de cinco años de desarrollo y un período de acceso anticipado desde junio de 2019, el juego se lanzó en octubre de 2020 con una recepción positiva.

## Jugabilidad
Overcrowd es un videojuego de construcción y gestión. El objetivo del juego es diseñar y gestionar una estación de metro de los años 90 en la ficticia ciudad de Lubdon, con el mismo estilo que el metro de Londres, con la máxima eficiencia. Hay tres modos de juego: el sandbox es una estación de juego libre sin límites, el «viaje del día» es un modo de escenario que rota diariamente, y la campaña es una red de estaciones generadas por procedimientos con dificultad creciente, similar a Two Point Hospital.
Los tres modos comparten su jugabilidad básica. Al comienzo de cada estación, el jugador recibe un mapa vacío, en el que debe excavar y construir los cimientos de la estación. Se pueden excavar hasta cuatro capas, conectadas por escaleras y escaleras mecánicas, y los edificios no pueden superponerse. La estación está dividida en una cuadrícula donde cada elemento ocupa un espacio. Luego, el jugador debe colocar y organizar las instalaciones necesarias, como plataformas de tren, molinetes, salas de generadores y conserjes, e iluminación.
Cada viajero tiene necesidades, entre ellas la felicidad, la sed, el hambre, la limpieza y la paciencia. Las necesidades pueden satisfacerse mediante la construcción de servicios pertinentes. Para mantener un alto nivel de satisfacción de los viajeros, el diseño de la estación debe ser eficiente, mientras que los servicios deben estar en buenas condiciones y operativos. Por ejemplo, el calor generado por los trenes y las máquinas se puede contrarrestar con aire acondicionado y ventiladores para evitar que la estación pierda reputación. Cuando hay demasiada basura cerca, los viajeros pueden sufrir diarrea o vómitos. Los viajeros pueden verse afectados por eventos aleatorios, como la gripe, los golpes de calor y las plagas de ratas. Una disminución en la satisfacción general hace que la estación pierda reputación; en el modo campaña, el jugador pierde cuando se agota la reputación.
Se necesita personal para operar las instalaciones, para lo cual el jugador crea horarios y asigna prioridades. El personal opera máquinas, limpia la estación y ayuda a los viajeros, entre otras tareas. Para trabajar, el personal necesita salas de descanso, un salario adecuado y herramientas para cada tarea. Es necesario colocarlos manualmente en diferentes partes de la estación para maximizar la eficiencia. Se pueden microgestionar propiedades como la recolección de basura, los precios de las tiendas y el consumo de energía. El jugador también necesita vaciar manualmente los botes de basura e instalar bombillas. Las tiendas y las máquinas expendedoras de billetes generan dinero en efectivo, que el jugador puede gastar en construcciones y otros gastos de mantenimiento. A medida que avanza el juego, el jugador desbloquea mejoras tecnológicas permanentes que, a diferencia del dinero y la reputación, no se reinician al iniciar una nueva estación.

## Desarrollo y lanzamiento
Overcrowd fue desarrollado con GameMaker por SquarePlay Games, un desarrollador independiente con sede en Londres. El estudio está formado por dos personas: el diseñador y programador Alastair «Al» McQueen y la artista Sarah Testori. McQueen se inspiró en un viaje en la Piccadilly Line del metro de Londres y se propuso crear una «reinvención fiel» del transporte público. El desarrollo duró cinco años. Overcrowd se lanzó en Steam Early Access el 8 de junio de 2019. Después de 15 meses de desarrollo y varias actualizaciones importantes, incluida la incorporación de mapas de calor, uniformes para el personal y más tipos de viajeros y trenes, el juego completo se lanzó el 6 de octubre de 2020.

## Recepción
Matt Wales de Eurogamer dijo que Overcrowd fue «entregado con un maravilloso grado de pulido», y Steve Hogarty de Rock Paper Shotgun describió la versión de acceso anticipado como una «maravillosa mezcla de estrategia y rompecabezas», mientras que la campaña fue «irrazonablemente desafiante» porque «las quejas de los pasajeros parecen acumularse más rápido de lo que pueden ser abordadas». Hogarty criticó la interfaz de usuario, que tiene un tipo de letra y menús pequeños con muchas capas anidadas, por ser poco intuitiva y difícil de usar. El Museo del Transporte de Londres conservó Overcrowd «a perpetuidad» por ser «una encantadora interpretación creativa de la red de transporte público de Londres».